# Somers (Iowa)
Somers – miasto w Stanach Zjednoczonych, w stanie Iowa, w hrabstwie Calhoun. W 2000 liczyło 165 mieszkańców.